# Paul Scriptoris
Paul Scriptoris (também Paulus Scriptoris, em alemão Paul Schreiber ; Weil der Stadt, ca. 1460 – Kaysersberg, Alsácia, 21 de outubro de 1505) foi um matemático franciscano escotista alemão, professor da Universidade de Tübingen. Seu sobrenome é uma tradução para o latim do nome original em alemão Schreiber ("escritor"). Nascido em Weil der Stadt, Scriptoris estudou em Paris e entrou para a Ordem dos Franciscanos. Começou depois a lecionar em Tübingen. Konrad Pelikan, que tornou-se o pupilo favorito de Scriptoris, começou a trabalhar com ele em Tübingen em março de 1496.
Scriptoris foi um professor de grande sucesso em ciências naturais, e despertou o interesse neste assunto em diversos de seus alunos.
Lecionou sobre a cosmografia de Ptolomeu e também lecionou e estudou Euclides. Escreveu um comentário sobre uma obra de João Duns Escoto, que foi publicado por Johann Ottmar em 24 de março de 1498. Foi o primeiro a ter um livro criado com uma
prensa móvel na cidade de Tübingen.  
Em Tübingen, Scriptoris foi contrário à indicação do realista Johann Heynlin para integrar a faculdade.  
Em 1499 Scriptoris lecionou contra a transubstanciação do pão no corpo de Cristo. Por isso foi banido pelos franciscanos e morreu no exílio, em Kaysersberg na Alsácia.

## Obras
- Lectura Fratris Pauli Scriptoris Ordinis Minorum de observantia quam edidit declarando subtilissimas Doctoris subtilis sententias circa Magistrum in primo libro, Tübingen, 1498.
- Carpi (ed. Joannes de Montesdoca), 1506.
- These des Paul Scriptoris OFM über die in Konstanz übliche Praxis der öffentlichen Buße, in: Rottenburger Jb. für Kirchengesch. 11 (1992), 115 f.